# 엘프
엘프(elf, 복수형 elfs 또는 elves)는 북유럽 신화에 기원을 두고 있는 인간과 유사한 모습을 한 상상의 존재이다. 주로 요정이라고 번역되기도 한다. 엘프라는 말은 원래 고대 노르웨이어의 알브(Álfr)에서 온 것으로, 그 의미는 말 그대로 ‘요정’이다.
엘프는 본래 자연과 풍요를 주관하는 신의 일종으로 종종 숲이나 지하, 호수 등에 산다고 여겨졌다. 또 그들은 불사 혹은 장수하여 대개 수명이 400년 이상이며, 마법의 힘을 가지고 있다. 톨킨의 소설 반지의 제왕에서는, 현명하고 선한 종족으로서 활약한다. 이 작품이 크게 인기를 끈 이후, 톨킨풍의 엘프는 현대 판타지 작품에서의 정형이 되었다.
영어권에서 엘프(elf)의 복수형은 elves이다. 엘프와의 관계나 엘프의 성질을 나타내는 형용사로는 elven, elvish, elfin, elfish가 있다. 현대 판타지에서는 철자에 「v」를 포함한 형용사 elven과 elvish는 인간형의 엘프에 사용되는데, 이는 북유럽 신화에 등장하는 엘프와 일치한다. 철자에 「f」를 포함한 형용사 elfin과 elfish는 몸집이 작은 엘프에 사용되는데, 이는 전승상의 엘프나 르네상스기와 로망주의기의 엘프와 일치한다.
참고로 유럽 각국에서는 다음과 같이 불리고 있다:
- 독일: Elfen, Elben
- 영국: addler
- 네덜란드: Elfen, Alfen, Elven
- 덴마크: alfer, elvere, elverfolk, ellefolk, huldrer
- 아이슬란드: lfar, lfaflk, hulduflk(Hulduflk는 영어로 hidden people이란 뜻.)
- 노르웨이: alver, alfer, elvefolk
- 스웨덴: alfer, alver, lvor(lvor는 영어로 fairy라고 번역되기도 한다.)

## 전통적인 엘프의 특징

### 북유럽 신화의 엘프
엘프에 관한 가장 오래된 기록은 북유럽 신화에 있다. 최초의 엘프는 고노르드어로 알프(고대 노르드어: alfr, 복수형 고대 노르드어: alfar 알파르)로 불렸다. 동시대의 기록은 존재하지 않지만, 나중의 민간전승에 등장하는 알프와 어원적으로 같거나 유사한 많은 존재들을 봤을 때, 엘프 신앙이 고대 스칸디나비아인 뿐만의 것이 아니라, 게르만 족 전체의 것이었다는 점을 강하게 시사하고 있다.
엘프는 북유럽 신화에서 여러 가지 모습으로 등장한다. 현대의 우리로서는 당시의 엘프의 개념을 분명히 정의할 수는 없지만, 당시 사람들은 엘프를 강하면서도 아름다운 인간 정도의 크기를 가진 존재로서 이해하고 있었던 것으로 생각된다. 그들은 일반적으로 조상 숭배와 사실상 마찬가지로 반(半)신적인 존재로서 언급된다. 엘프의 존재는 자연의 정령이나 죽은 자의 영혼을 향한 애니미즘적인 신앙과 유사하며, 거의 모든 것이 인간의 신앙과 통하는 것이 있다. 게르만 족에게 있어서 엘프란, 그리스 로마 신화에서의 님프나 슬라브 신화에서의 빌라나 르서르카와 같은 존재였을 것으로 짐작된다.

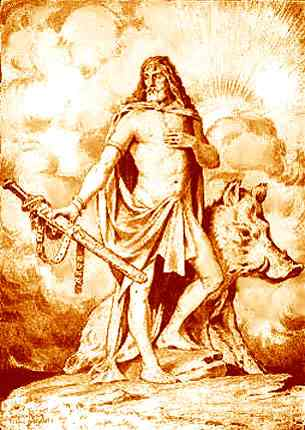
빛의 엘프의 군주 프레위르

스노리 스투를루손은 엘프가 어둠의 엘프 ‘도크알프(단수 dökkálfr, 복수 dökkálfar)’와 빛의 엘프 ‘료스알프(단수 Ljósálfr, 복수 ljósálfar)’라는 두 종류로 분류된다고 언급되고 있지만, 이러한 분류법이 중세 스칸디나비아에 있어서 일반적이었는지는 확실하지 않다.
그의 말에 따르면, 하늘에는 알프헤임(lfheimr)이라고 불리는 곳에는 료스알프가 살고 있고, 도크알프는 지하에 산다고 한다. 둘은 외관은 물론 내면에서 많은 차이점을 보이고 있다. 료스알프는 태양보다 밝고 금발에 창백한 피부와 푸른 눈을 갖고 있으며 키가 크고 호리호리하지만, 도크알프는 역청보다 검은 피부와 머리카락에 검은 눈을 갖고 있다.
료스알프는 빛을 많이 받은 덕분에 눈부실 정도로 아름다운 모습을 갖고 있으며 마음씨도 곱고 사람들에게도 친절하다. 주로 달빛을 받으며 긴 머리를 빗으로 빗고 있거나 작은 언덕이나 풀 위에서 춤을 추거나 나뭇잎 사이에 앉아 있기도 한다. 료스알프가 춤을 춘 흔적은 다른 곳보다 초록색이 한층 더 선명한 원이 되는데 이를 ‘알프 댄스’라고 부른다. 그러나 그 안에 발을 들여놓으면 갑자기 눈이 멀거나 이상한 병에 걸려 몸이 마르게 되므로 절대로 접근해서는 안 된다.
반면 도크알프는 료스알프에 비해 보기 싫을 정도로 이상하게 생겼고 키도 작고 등도 구부러져 있다. 지하 등 어두운 곳에 살면서 햇빛이 닿으면 돌로 변해 버린다. 그 중에서도 성질이 나쁜 것은 인간에게 상처를 입히거나 병을 옮기기도 한다. 그 정도로 나쁘지 않은 것들은 인간의 집 밑에 사는데 장난을 좋아하여 인간이 하는 짓을 그대로 흉내낸다. 검은 엘프는 종종 드베르그, 즉 드워프와 동일시된다.
스노리의 작품 밖의 북유럽 신화의 엘프의 모습을 보면, 스노리의 작품 이전의 엘프의 모습은 스카르드시(음송시), 시 에다(고 에다), 사가 등에서 찾아볼 수 있다. 여기에서의 엘프는 ‘에시르 신족과 엘프’라는 관용구로 언급되어 있어, 에시르 신족과의 연관이 있을 것으로 볼 수 있다. 일부 학자들은 엘프를 바니르 신족과 비교하거나 혹은 바니르 신족이라 주장한다. 그러나 고 에다인 《알비스의 노래》에서는, 각 종족의 다양한 이름이 소개하고 있지만 엘프는 에시르 신족은 물론 바니르 신족과는 다른 풍습을 가지고 있는 종족으로서 그려지고 있다. 그러나 이것은 고위급인 바니르신족과 저위급인 엘프간의 차이를 나타내는 것일지도 모른다. 또 역시 고엣다인 《그림니르가 말하기를》에서는, 반신족인 프레이가 료스알브의 고향인 알프헤임의 왕으로 설정되어 있다.

### 스칸디나비아 민간전승의 알프

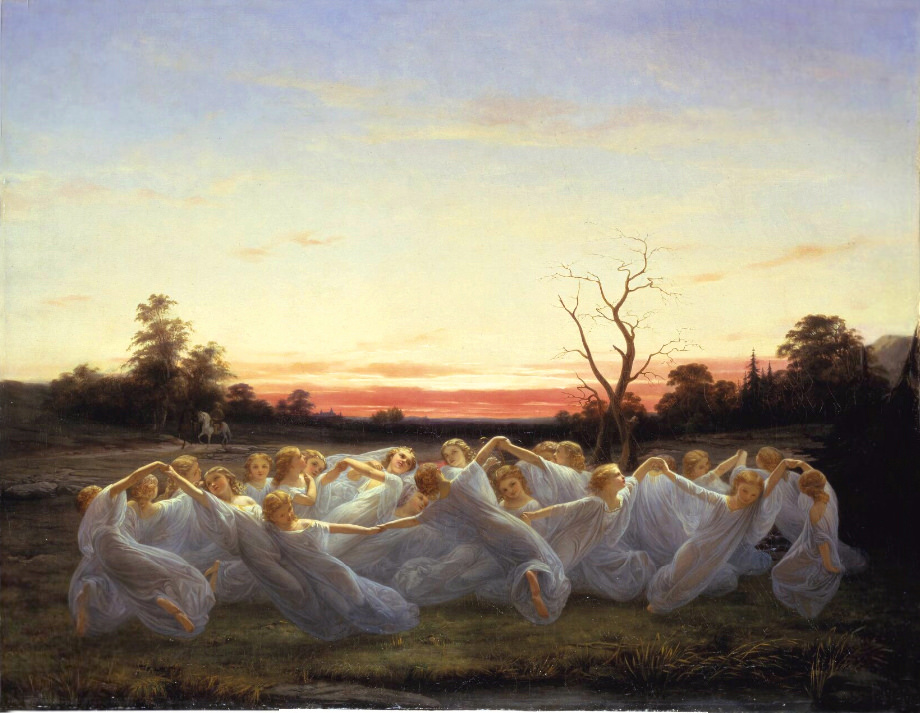
초원에서 춤추는 알프

스칸디나비아 전설 속의 알프는 신과 함께 악마와 싸우는 전사다. 덴마크의 민간전승에 등장하는 알프는 남자와 노인과 같은 모습을 하고 있으며 늘 모자를 쓰고 다닌다. 여자는 젊고 아름다우며 매력적이고 현악기로 아름다운 음악을 연주한다. 핀란드에서의 알프는 깨끗한 것을 좋아하기 때문에 항상 청소를 깔끔하게 하는 집의 하인에게는 어떻게든 고마움을 표시하고자 한다. 그 가운데 수프를 몇 그릇이나 준 하인에게 감사의 표시로 원하는 물건을 나오게 만드는 마법의 상자를 준 이야기가 전해지고 있다.
이 무렵의 알프는 거의 인간과 같은 크기였고, 왕이나 여왕도 있고 기사도 있었다. 알프의 아름다움은 이루 말할 수가 없어서 한번 보기만 해도 인간은 그 매력에 사로잡혀 버린다고 한다. 여자 알프가 인간의 남자를 유혹하는 경우가 일반적이지만 반대의 경우도 많지는 않지만 있기는 하다. 알프의 나라는 다른 차원에 존재하는데 그곳에 간 사람은 거의 대부분 돌아오지 않았다고 한다. 어떤 설에 따르면 알프는 7년에 1번씩 지옥에 공물을 바쳐야 한다고 한다. 이때 가장 마음에 드는 것을 바쳐야 하는데 인간 남자를 좋아하게 된 알프의 여왕은 그 사람을 빼앗길까 두려워서 인간 세계로 되돌리는 경우가 있다. 이것이 알프의 나라에서 되돌아온 인간의 희귀한 예이다.

### 독일의 엘펜
독일의 민간전승의 엘펜은 사람이나 가축에게 병을 일으키거나 악몽을 꾸게 만드는 사악한 존재로 본다. 독일어로 악몽(Albtraum)은 ‘엘펜의 꿈’이라는 의미를 갖고 있다. 보다 고풍스러운 말투인 Albdruck에는 ‘엘펜의 짓누름’이라는 의미가 있다. 이것은 엘펜이 잠자고 있는 사람 머리 위에 앉아 있으면 지독한 악몽을 꾸게 된다고 생각했기 때문이다. 특히 독일어로 꿈 속에 나타나는 악마, 즉 몽마는 알프(Alp)인데, 인류학자들은 이 단어가 엘펜에서 비롯되었다고 생각한다. 이와 같은 모습은 인큐버스나 서큐버스와 비슷하다. 독일의 서사시 《니벨룽겐의 반지》에서는 드워프 알베리히(Alberich)가 중요한 역할을 하는데, 이 알베리히를 그대로 번역하면 ‘엘펜의 왕’이 된다. 이러한 엘펜와 드워프의 혼동은 다른 작품에서도 볼 수 있다. 아르베리츠란 이름은 프랑스의 무훈시에 등장하는 요정왕(Alberon)를 통해서 영어명 오베론(Oberon)이 되었다. 오베론은 세익스피어의 《여름밤의 꿈》에 등장하는 엘펜과 페어리의 왕이다.
괴테의 시로 유명한 《마왕(Der Erlkönig = The Elfking)》의 전설은, 덴마크에서 비교적 최근에 시작되었다. 그의 시는 요한 고트프리트 헬더가 번역한 덴마크 민간 동화 《마왕의 딸(Erlkönig's Daughter)》을 기초로 하고 있다.
독일과 덴마크의 민간전승에 등장하는 마왕은 아일랜드 전설의 반시와 같이 죽음의 징조로 나타나지만, 반시와는 달리 죽음에 임박한 사람 앞에만 나타난다. 마왕의 모습과 표정을 보면 어떠한 죽음을 맞게 될 지 알 수 있다. 마왕이 괴로운 표정을 하고 있으면, 그것을 본 사람은 고통으로 가득 찬 죽음을 맞이하며, 마왕이 편안한 표정을 하고 있으면, 평온히 눈을 감을 수 있다.
그림 형제의 동화 《Der Schuhmacher und die Heinzelmännchen》에서는, 신발가게 일을 돕는 신장 1피트 정도이며 알몸 상태인 Heinzelmännchen(하인츨맨셴)로 불리는 종족이 등장한다. 그들은 자신들의 도움에 보답받지 못하면 자취를 감추며, 작은 옷으로 보답을 받으면 매우 기뻐한다. Heinzelmännchen는 오히려 코볼트나 드워프에 가까운 존재지만, 이 작품은 《신발가게와 엘프(The Shoemaker & the Elves)》라고 영문 번역되었다. 이것은 Heinzelmännchen와 스코틀랜드의 요정 브라우니가 비슷했기 때문일 것이다. 참고로 독일어-독일어 사전에는 Heinzelmännchen이 스코틀랜드의 요정 브라우니라고 나온다.

### 영국의 엘프

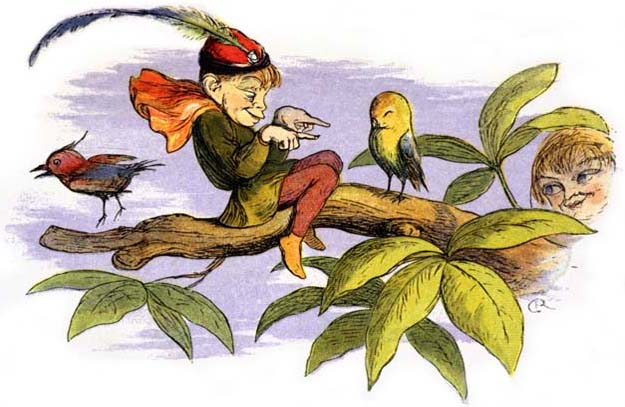
리처드 도일의 〈조롱당하는 불쌍한 작은 새(Poor little birdie teased)〉. 영국 민간전승 후기의 숲에 사는 소인으로서의 엘프.

엘프라는 단어는 옛 영어 단어 lf(복수형 lfe, 지역이나 연대에 따라 ylfe나 lfen으로 변형되기도 한다)로부터 기원하며, 앵글로 색슨족과 함께 영국에 상륙했다. 앵글로 색슨족 학자는 그리스 로마 신화에 등장하는 님프를 lf나 lf의 변형 단어로 번역했다.
초기 영어에 관한 증거는 불확실하지만, 앵글로 색슨족의 엘프(lf)가 북유럽 신화 초기의 엘프와 같은 종으로 생각할 수 밖에 없는 이유가 있다. lf는 인간 정도의 크기이며, 초자연적인 힘을 가지고 있고, 조우한 인간을 돕기도 하고 괴롭히기도 한다.
북유럽 신화의 엘프의 아름다움에 관한 증거는 lfsciene(엘프의 아름다움)와 같은 단어에서 찾아볼 수 있다. 이 말은, 고영어시 《유딧기》와 《창세기 A》에서 매력적일 정도로 아름다운 여성에게 사용되고 있다.
역사적으로 영어권 사회에서 엘프는 아름답고 친절한 존재로 여겨져 왔지만, 앵글로 색슨족의 자료에서는 《베오울프》의 제112행에서 볼 수 있듯이 엘프와 악마간의 동맹에 대해서 증언하고 있다. 한편 고영단어 lf의 변형인 oaf는 엘프의 마법에 걸린 사람에게 사용되고 있었다.
‘엘프의 일격(또는 엘프의 화살)’이라는 말은 스코틀랜드나 잉글랜드 북쪽에서 볼 수 있는 표현이며 16세기의 마지막 4반세기 무렵의 원고에서 ‘엘프가 일으킨 신경통’이라는 의미로 사용됐다. 이 말은 17세기 스코틀랜드에서 발굴된 신석기 시대의 화살 촉을 가리키는 말인데, 17세기 사람들은 이것이 마녀나 엘프가 사람이나 가축에게 해를 입히기 위해 사용한 도구로 믿었다. 엘프가 이 화살을 던지면 맞아도 아무런 상처가 남지 않지만, 일단 맞으면 신경통이 생긴다는 것이다. 이 밖에 헝클어진 머리카락은 elflock이라고 불렀으며, 갑작스런 마비는 elf stroke라고 불렀다. 이러한 표현은 윌리엄 콜린스 (시인)의 1759년대 찬가에서도 나타난다.

## 현대의 엘프

### 크리스마스의 엘프
오늘날 미국, 캐나다, 영국의 산타클로스 민간전승에서의 엘프는, 산타클로스의 조수로서 등장한다. 이들은 몸집이 작고, 초록색의 옷을 입고 있으며, 뾰족한 귀와 긴 코를 갖고 있다. 그들은 북극에 있는 공장에서 크리스마스 선물인 장난잠을 대량 생산하여 포장한다. 여기에서의 엘프는 북유럽 신화에서의 드워프를 재빠르고 가냘프게 변형시킨 모습으로 볼 수 있다.
작고 손재주가 있는 엘프라는 개념은 톨킨의 엘프와 함께 현대의 대중들의 엘프상에 깊은 영향을 주고 있다. 미국의 한 쿠키 회사는 자사의 쿠키를 만드는 것은 엘프라며 긴 시간 동안 광고하기도 한다. 산타클로스의 조수로서의 역할을 하고 있는 엘프가 대중에게 받아들여진 것은 영화 《산타 마을에서 온 엘프》의 성공에 기인한다.

### 현대 판타지의 엘프
현대 판타지 소설은 엘프를 인간 정도의 크기를 한 반신적인 종족으로서 부활시켰다. 판타지 소설의 엘프는 북유럽 신화의 엘프와는 다르지만 동류이며, 한밤중에 구두를 고쳐주는 민간전승의 엘프와는 동떨어진 존재이다. 톨킨의 소설 《반지의 제왕》은 현대 판타지물의 엘프의 이미지를 형성하는 데 일종의 선구자 역할을 한 작품으로 평가받고 있다. 톨킨의 엘프는 세익스피어풍의 페어리와는 전혀 다른, 북유럽 신화적인 료스알브 계통과 유사하다. 그의 엘프는 외관상으로 봤을 때 인간과 흡사하지만 더 아름답고, 보다 지혜로우며, 위대한 영적인 힘과 놀라운 반사신경을 갖고 있어 자연과 깊은 공감대를 형성할 수 있다. 그들은 항상 선의 편에 서며 활과 칼을 잘 쓰는 전사이기도 하며 많은 지식을 가지고 있다. 엘프는 신의 첫째 자손으로 둘째 자손인 인간보다 먼저 태어난 종족으로 인간에게 말이나 글자를 가르쳤다고 한다. 그들은 병에 걸리지 않고, 늙지도 않아 불사의 존재라고 할 수 있지만 쇠붙이와 슬픔으로 인해 죽을 수 있다. 가운데 땅에서 죽은 이후에는 서쪽의 축복된 나라 발리노르(Valinor)로 영혼이 건너간다. 인간의 영혼은 이 세상을 자유로이 떠나지만, 엘프의 영혼은 세상에 묶여 있으며 발리노르의 만도스의 홀에 계속 머문다. 높은요정(바냐르, 놀도르), 회색요정(신다르), 텔레리, 아바리 등의 구분이 있다.
톨킨의 소설은 큰 인기를 얻고, 많이 모방되었다. 1960년대 이후, 톨킨풍의 엘프는 현대 판타지에서 매우 전형적인 존재가 되었다. 톨킨의 엘프는 고블린이나 오크, 드워프 등과 오랫동안 사이가 나쁜 것으로 표현되었는데, 이러한 종족 간의 관계 역시 많은 작품에서 사용되었다. 또한 톨킨은 에드먼드 스펜서가 elfin과 elfish라는 형용사를 고안하고 나서는 별로 사용되지 않던 단어 elven이나 elvish를 부활시키기까지 했다(다만 elvish는 엘프어의 의미로 사용되고 있다).
고 노르웨이어로 요정을 나타내는 아르브(Alfr)라고 전해지며 북유럽 신화에 기원을 찾아낼 수 있다. 처음에는 단순히 요정을 뜻한 말이라 어떤 모습이었는지는 정해져 있지 않았고, 태어난지 얼마 안된 아이를 요정종족에 데려가, 그 대신에 못된 아이를 두고가는 장난꾸러기 요정이었다. 인간형의 요정은 「반지의 제왕」 「호빗의 모험」에서 , J.R.R. 톨킨이 「아릅답고 뾰족한 귀를 가졌으며, 준민하다」란 명확한 엘프상을 만들고 나서부터는, 지금 그려지는 엘프들은 톨킨형태의 엘프가 된 것이다.
특히 큰 외관상의 특징은 뾰족한 긴 귀를 가진 (톨킨이 '잎과 같은 형태'로 묘사했던 것에서 유래한다.).
그러나 그 길이와 구체적인 형상은 그리 손 혹은 작품 종류에 따라 실로 다양하다.
데폼된 극단적으로 긴귀 엘프상이 그려진 작품은 로도로스 전기라는 작품이 있다. 그 이외에 엘프가 다양한 현대 판타지 작품의 캐릭터로 보급되면서 현대에 각 매체에 잘 적응될형태, 작가성, 사회성 시대성 등을 통해 데포를 반복한 결과들이 많다.  (예 : Nymph, Naiades, 동물, 의인화, white, pure, dark, lady, sexy, Beautiful, mini, cute등)
그리고 어딘가 신비롭고 날카로우면서 고귀함과 부드러움을 고루 갖춘 분위기에 자연을 사랑하는 숲의 정령 같은 모습으로 고착되었다.
또, 극히 드물게 인간과 사랑에 빠지는 경우도 있는데, 이렇게 인간과 엘프 사이에서 태어난 아이를 하프 엘프라고 부른다. 더불어 타락한 엘프인 다크 엘프라고 하는 종류도 등장하였다. 또한, 기타 설정관이 확장되면서 다양한 종류의 엘프(예) 우드 엘프, 그레이 엘프...)들이 등장하였다.
이와 같이, 톨킨이 만들어낸 ‘고귀한 종족 엘프’라고 하는 설정은 현대 판타지에 보편화되어, 엘프의 외관이나 행동 등의 기준으로서 확립되었을 뿐만 아니라, 이것을 뛰어넘어야 할 낡은 전통적 개념으로 파악하기에 이르게 된다.

## 같이 보기
- 드베르그
- 도비
- 페어리
- 트롤
- 요정 (가운데땅) : 톨킨의 엘프를 자세히 다루는 문서